# Rio Govora
O Rio Govora é um rio da Romênia, afluente do Olt, localizado no distrito de Vâlcea.